# FijiFirst
Il FijiFirst (in lingua inglese: FijiFirst - FF) è stato un partito politico figiano.

## Risultati elettorali
| Elezione      | Voti    | %     | Seggi   |
| ------------- | ------- | ----- | ------- |
| Generali 2014 | 293.714 | 59,17 | 32 / 50 |
| Generali 2018 | 227.241 | 50,02 | 27 / 51 |